# Raków (gmina w województwie wileńskim)
Raków – dawna gmina wiejska istniejąca do 1945 roku w woj. nowogródzkim/woj. wileńskim. Siedzibą gminy był Raków (Mołodecki) (3323 mieszk. w 1921 roku), który stanowił odrębną gminę miejską.
Początkowo gmina należała do powiatu mińskiego. 12 grudnia 1920 r. została przyłączona do nowo utworzonego powiatu stołpeckiego pod Zarządem Terenów Przyfrontowych i Etapowych. 19 lutego 1921 r. wraz z całym powiatem weszła w skład nowo utworzonego województwa nowogródzkiego. 1 kwietnia 1927 roku gmina weszła w skład nowo utworzonego powiatu mołodeckiego w woj. wileńskim. Gmina leżała przy granicy radzieckiej. 
Po wojnie obszar gminy Raków został odłączony od Polski i włączony do Białoruskiej SRR.